# Willie Smit
Willie Smit (Lydenburg, 29 dicembre 1992) è un ciclista su strada sudafricano che corre per la China Glory-Mentech Continental Cycling Team. Nel 2017 ha vinto il titolo africano Elite in linea e la classifica dell'UCI Africa Tour.

## Palmarès
- 2017 (CC Rías Baixas, tre vittorie)

Campionati africani, Prova in linea
5ª tappa Tour Meles Zenawi for Green Development (Addis Abeba > Addis Abeba)
Classifica generale Tour Meles Zenawi for Green Development
- 2023 (China Glory Continental Cycling Team, una vittoria)

Alanya Cup
- 2024 (China Glory-Mentech Continental Cycling Team, due vittorie)

1ª tappa Tour of Sakarya (Sakarya > Camili)
Classifica generale Tour of Sakarya

### Altri successi
- 2017 (CC Rías Baixas)

Classifica a punti Tour Meles Zenawi for Green Development
Classifica individuale UCI Africa Tour
- 2025 (China Glory Continental Cycling Team)

Classifica sprint intermedi Giro di Turchia

## Piazzamenti

### Grandi Giri
- Vuelta a España

2019: 118º
2020: 73º

### Classiche monumento
- Giro di Lombardia

2018: 90º

### Competizioni mondiali
- Campionati del mondo

Ponferrada 2014 - Cronometro Under-23: 28º
Ponferrada 2014 - In linea Under-23: 114º
Bergen 2017 - Cronometro Elite: 49º
Bergen 2017 - In linea Elite: ritirato

### Competizioni continentali
- Campionati africani

Ouagadougou 2012 - In linea Elite: 43º
Sharm el-Sheikh 2013 - Cronometro Elite: 2º
Sharm el-Sheikh 2013 - In linea Elite: ritirato
Luxor 2017 - Cronometro Elite: 4º
Luxor 2017 - In linea Elite: vincitore